# ماغنوس كورت نيلسن
ماغنوس كورت نيلسن (بالدنماركية: Magnus Cort)‏ (و. 1993 – م) ، هو دراج دانمركي في صنف سباق الدراجات على الطريق.، ولد في بورنهولم.

## سباقات أو مراحل فاز بها
| التاريخ        | السباق                                                                            | المركز                                                                    |
| -------------- | --------------------------------------------------------------------------------- | ------------------------------------------------------------------------- |
| 27 أبريل 2013  | هيمرلاند روندت 2013                                                               |                                                                           |
| 04 مايو 2013   | سوندفولدن جراند بريكس 2013                                                        | العاشر في التصنيف العام                                                   |
| 23 يونيو 2013  | Course en ligne masculine aux championnats du Danemark de cyclisme sur route 2013 | المرتبة 13 في التصنيف العام                                               |
| 04 أغسطس 2013  | طواف الدنمارك 2013                                                                | الثاني في تصنيف أفضل شاب، الثالث في تصنيف النقاط، التاسع في التصنيف العام |
| 01 يناير 2014  | DCU Cup 2014                                                                      |                                                                           |
| 01 يناير 2014  | 2014 Ronde de l'Oise                                                              |                                                                           |
| 01 يناير 2014  | إستريان سبرينغ تروفي 2014                                                         |                                                                           |
| 04 أبريل 2014  | فولتا ليمبورغ الكلاسيكي 2014                                                      | الخامس في التصنيف العام                                                   |
| 03 مايو 2014   | هيمرلاند روندت 2014                                                               |                                                                           |
| 04 مايو 2014   | جي بي فيبورغ 2014                                                                 |                                                                           |
| 11 مايو 2014   | رينجيريك جراند بريكس 2014                                                         | الأول في التصنيف العام                                                    |
| 01 يونيو 2014  | طواف ديف يغد 2014                                                                 | الأول في تصنيف أفضل شاب، الثاني في التصنيف العام، الثاني في تصنيف النقاط  |
| 12 فبراير 2017 | طواف ألميريا 2017                                                                 | الأول في التصنيف العام                                                    |
| 10 فبراير 2018 | طواف دبي 2018                                                                     | الأول في تصنيف أفضل شاب، الثاني في التصنيف العام، الثاني في تصنيف النقاط  |
| 01 سبتمبر 2019 | دويتشلاند تور 2019                                                                | الأول في تصنيف الجبال                                                     |
| 09 فبراير 2020 | نجم بسجس 2020                                                                     | الأول في تصنيف النقاط                                                     |
| 19 فبراير 2023 | فولتا الغارف 2023                                                                 | الأول في تصنيف النقاط، الخامس في تصنيف الجبال، التاسع في التصنيف العام    |
| 07 أغسطس 2024  | سباق النرويج 2024                                                                 | الأول في التصنيف العام، الأول في تصنيف النقاط، الثاني في تصنيف الجبال     |
| 20 أكتوبر 2024 | 2024 Veneto Classic                                                               |                                                                           |
| 02 مارس 2025   | 2025 O Gran Camiño                                                                | الأول في تصنيف النقاط، الثالث في التصنيف العام                            |

## روابط خارجية
- ماغنوس كورت نيلسن على موقع الاتحاد الدولي للدراجات (الإنجليزية)
- ماغنوس كورت نيلسن على موقع أرشيف الدراجات (الإنجليزية)
- ماغنوس كورت نيلسن على موقع إحصائيات الدراجات الإحترافية (الإنجليزية)
- ماغنوس كورت نيلسن على موقع نسبة الدراجات (الإنجليزية)
- ماغنوس كورت نيلسن على موقع CycleBase (الإنجليزية)
- ماغنوس كورت نيلسن على موقع أوليمبيديا (الإنجليزية)